# 大谷場
大谷場（おおやば）は、埼玉県さいたま市南区の町名。現行行政地名は大谷場一丁目及び大谷場二丁目。住居表示実施地区。郵便番号は336-0016。

## 地理
さいたま市南区東部の大宮台地上に位置する。もとの大谷場は現在の南浦和駅周辺の南浦和や南本町も含めた地域であったが、現在は住居表示により、南浦和駅より少し離れた地域が大谷場となっている。東の境を藤右衛門川が流れる。
大谷場氷川神社や大谷場貝塚周辺は現在、南本町となっている。近隣の川口市小谷場とも関係があり、かつては隣接していたが、現在は南浦和が分立したため離れている。

## 歴史
もとは江戸期より存在した武蔵国足立郡浦和領に属する大谷場村であった。『新編武蔵風土記稿』では民戸60余。
- 発足時は幕府領、1703年（元禄15年）より一部が川越藩領となるが、1704年（宝永元年）に川越藩領が旗本建部氏の知行となる時期を経たのちに再び幕府領に統合となる[5]。
- 幕末時点では足立郡大谷場村であった。明治初年の『旧高旧領取調帳』の記載によると、代官大竹左馬太郎支配所が管轄する幕府領であった[7]。
- 1868年（慶応4年）6月19日 - 武蔵知県事・山田政則（忍藩士）の管轄となる。
- 1869年（明治2年） 
  - 1月13日 - 武蔵知県事・宮原忠英の管轄区域に大宮県を設置。県庁は東京府馬喰町に置かれる。
  - 9月29日 - 県庁が浦和に置かれ浦和県に改称。
- 1871年（明治4年）11月13日 - 第1次府県統合により埼玉県の管轄となる。
- 1879年（明治12年）3月17日 - 郡区町村編制法により成立した北足立郡に属す。郡役所は浦和宿に設置。
- 1889年（明治22年）4月1日 - 町村制により北足立郡大谷場、太田窪、大谷口、広ヶ谷戸、円正寺と原山新田の五箇村一新田が合併し、谷田村成立[8]。谷田村の大字大谷場となる[5]。
- 1932年（昭和7年）4月1日 - 谷田村が木崎村（大字北袋を除く）と共に浦和町へ編入され[9]、浦和町の大字となる。
- 1934年（昭和9年）2月11日 - 市制が施行され[9]、浦和市の大字となる。
- 1940年（昭和15年） - 大字大谷場の一部が六辻町大字文蔵へ編入。六辻町大字文蔵、根岸の一部を編入[5]。
- 1954年（昭和29年） - 大字大谷場の一部が前地町一丁目〜三丁目へ編入[5][10]。
- 1964年（昭和39年）4月1日 - 大字大谷場の一部から住居表示[5]を実施して大谷場一丁目・二丁目[11]、南浦和一丁目〜三丁目が成立[12][13]。
- 1967年（昭和42年）9月1日 - 大字大谷場の一部が太田窪四・五丁目の各一部となる[14][5]。
- 1980年（昭和55年）11月1日 - 大字大谷場の一部が神明一丁目・二丁目、南本町の各一部となる[15]。これにより大字大谷場は消滅[15]。
- 2001年（平成13年）5月1日 - 浦和市が与野市・大宮市と合併しさいたま市となり、さいたま市の町名となる。
- 2003年（平成15年）4月1日 - さいたま市が政令指定都市に移行し、さいたま市南区の町名となる。

## 世帯数と人口
2017年（平成29年）9月1日現在の世帯数と人口は以下の通りである。
| 丁目         | 世帯数    | 人口    |
| ------------ | --------- | ------- |
| 大谷場一丁目 | 1,102世帯 | 2,613人 |
| 大谷場二丁目 | 948世帯   | 1,962人 |
| 計           | 2,050世帯 | 4,575人 |

## 小・中学校の学区
市立小・中学校に通う場合、学区（校区）は以下の通りとなる。
| 丁目         | 番地 | 小学校                   | 中学校                   |
| ------------ | ---- | ------------------------ | ------------------------ |
| 大谷場一丁目 | 全域 | さいたま市立大谷場小学校 | さいたま市立大谷場中学校 |
| 大谷場二丁目 | 全域 | さいたま市立大谷場小学校 | さいたま市立大谷場中学校 |

## 交通

### 鉄道
町内に鉄道は敷設されていない。東日本旅客鉄道（JR東日本）京浜東北線・武蔵野線南浦和駅および京浜東北線他浦和駅が近い。

### 道路
- 埼玉県道34号さいたま草加線
- 馬場先通り - さいたま市浦和区岸町の岸町公民館前交差点とさいたま市南区太田窪の埼玉県道35号川口上尾線（産業道路）を、東日本旅客鉄道東北本線南浦和駅・浦和駅間（南浦和駅にホームがある線路は旅客案内上は「京浜東北線」と呼ばれている）、東通り、舟山通り、埼玉県道34号さいたま草加線などと交差し、浦和競馬場などを通って結ぶ道路。

## 史跡
- 大谷場下町遺跡（おおやばしもちょういせき） - 二丁目にあり、現在は公民館や住居が建つ。1988年（昭和63年）と1989年（平成元年）に発掘調査が行われ、旧石器時代のナイフ形石器や縄文時代中・後期の集落跡などが発見された。

## 施設
- 浦和競馬場
- 浦和記念公園
- さいたま市立大谷場中学校
- さいたま市立大谷場東小学校
- 聖和保育園
- 南浦和公民館・南浦和コミュニティーセンター - 1991年（平成3年）4月に南浦和二丁目から南浦和公民館が移転し、コミュニティーセンターを併設し開館。
- 大谷場一丁目公園